# Neither One of Us
Neither One of Us é um álbum gravado por Gladys Knight & the Pips, lançado no início de 1973 pela Motown Records na gravadora Soul Records.
A gravadora lançou o álbum logo após o grupo ter deixado a gravadora para a Buddah Records enquanto a faixa-título subia nas paradas. Essa música acabou chegando ao segundo lugar nas paradas pop dos EUA e alcançou o primeiro lugar nas paradas de R&B. A Motown lançou outro single, "Daddy Could Swear, I Declare", em abril do ano. "Daddy" foi um hit do Top 20 na Billboard Hot 100, alcançando a posição 19, e quase também liderou as paradas de soul, chegando à segunda posição. A essa altura, o grupo lançou seu primeiro single na Buddah, "Where Peaceful Waters Flow".
Após o sucesso deste álbum e a aclamação comercial do grupo na Buddah, a Motown lançou mais três álbuns de material inédito.

## Paradas musicais

### Álbum
| Parada (1973)               | Posição |
| --------------------------- | ------- |
| U.S. Billboard Top LPs      | 9       |
| U.S. Billboard Top Soul LPs | 1       |

### Singles
| Críticas profissionais   | Críticas profissionais |
| Avaliações da crítica    | Avaliações da crítica  |
| Fonte                    | Avaliação              |
| ------------------------ | ---------------------- |
| Allmusic                 | [ 2 ]                  |
| Christgau's Record Guide | B                      |

| Ano  | Single                                                     | Posição | Posição | Posição | Posição |
| Ano  | Single                                                     | US      | US R&B  | US A/C  | UK      |
| ---- | ---------------------------------------------------------- | ------- | ------- | ------- | ------- |
| 1973 | "Neither One of Us (Wants to Be the First to Say Goodbye)" | 2       | 1       | 15      | 31      |
| 1973 | "Daddy Could Swear, I Declare"                             | 19      | 2       | —       | —       |